# Emmanuelle Béart
Emmanuelle Béart, nata Emmanuelle Marie Hélène Béhart-Hasson (Gassin, 14 agosto 1963) è un'attrice francese.
Otto volte candidata al Premio César, lo vince nel 1987 per Manon delle sorgenti di Claude Berri quale miglior attrice non protagonista. Ha inoltre ottenuto riconoscimenti presso Festival quali Berlino e Venezia e Accademie come quella del Cinema Italiano del David di Donatello. È maggiormente nota per le sue interpretazioni in La bella scontrosa, Un cuore in inverno, Nelly e Mr. Arnaud, Mission: Impossible, Nathalie..., 8 donne e un mistero e Vinyan.

## Biografia

### Giovinezza e formazione
Figlia del cantante e poeta franco-egiziano di origine cattolica ed ebraica Guy Béart e della modella di origine italo-greca Geneviève Galéa, Emmanuelle Béart nasce e cresce nella zona di Saint-Tropez perché il padre la voleva lontana dalla frenesia di Parigi; tuttavia i genitori divorziano dopo poco e il padre lascia la famiglia. 
Viene quindi cresciuta dalla madre tra Cogolin e Sainte-Maxime in una famiglia allargata con i figli che questa aveva avuto da precedenti relazioni (Sarah, Ivan e Mikis Cerieix, figli di Jean-Ives Cerieix, e Olivier Guespin, figlio di Jean-Jacques Guespin). Figlia d'arte e dal temperamento ribelle, Emmanuelle non era interessata agli studi e andava a scuola svogliatamente. A otto anni viene scelta come comparsa per La corsa della lepre attraverso i campi di René Clément e a dodici per Demain les mômes, questa volta insieme al fratellastro Olivier e a tutti i bambini del paese in cui il film viene girato.
A tredici anni desidera diventare attrice dopo aver visto Romy Schneider in Mado di Claude Sautet. Per coincidenza sarà proprio con Sautet che, anni dopo, la Béart conoscerà il picco della propria carriera grazie ai film Un cuore in inverno e Nelly e Mr. Arnaud.
Nel 1980, a diciassette anni, viene mandata dai genitori a Montréal, in Canada, per due settimane presso una famiglia amica del padre per apprendere l'inglese. La nazione canadese le piacerà talmente tanto che deciderà di rimanerci per tre anni: conclude infatti a Montreal gli studi secondari, diplomandosi al Collège International Marie de France.
Tornata in Francia, a Parigi, all'età di vent'anni nel 1983, inizia a frequentare i corsi d'arte drammatica di Jean-Laurent Cochet. Dopo appena tre mesi viene notata, per la sua bellezza, da David Hamilton, che le offre il suo primo vero ruolo nell'erotico Premiers désirs. L'anno successivo recita in Una strana passione e in seguito alla candidatura al César quale attrice rivelazione, ha inizio la sua carriera.

### Carriera
Nel 1986 la Béart conosce il successo internazionale grazie alla sua interpretazione in Manon delle sorgenti di Claude Berri, al fianco di Yves Montand e Daniel Auteuil. Vince l'anno dopo per questo film il César per la miglior attrice non protagonista. Nello stesso 1987, gira la famosa pellicola dove veste i panni di una donna-angelo nel film Appuntamento con un angelo.
Nel 1991 inizia a lavorare con Jacques Rivette recitando nei panni di una giovane modella che posa nuda per l'artista Édouard Frenhofer, interpretato da Michel Piccoli. Recita poi l'anno successivo per Claude Sautet la parte di una giovane e talentuosa violinista in Un cuore in inverno, ancora al fianco del compagno Daniel Auteuil. 
Nel 1995 le viene consigliato di sterzare verso il cinema americano accettando il primo Mission: Impossible di Brian De Palma. Nonostante il successo mondiale del film la Béart non è affatto contenta dell'ambiente hollywoodiano e torna in Francia per recitare ancora per Sautet in Nelly e Mr. Arnaud.
Continuerà poi la sua carriera recitando per innumerevoli film d'autore di successo quali gli storici Il tempo ritrovato e Les Destinées sentimentales, il creativo 8 donne e un mistero o gli sperimentali Anime erranti e ancora per Rivette Storia di Marie e Julien. Nel 2008 recita invece nell'ipnotico Vinyan di Fabrice Du Welz, presentato al Festival di Venezia.
Dal 2010 in avanti si è maggiormente dedicata al teatro, collaborando frequentemente con il regista Stanislas Nordey.

### Attivismo politico e umanitario
Inizia a mobilitarsi nel settore umanitario fin da giovanissima grazie alla madre e alla sua fondazione Réflexe Solidarité. Ambasciatore di buona volontà presso l'UNICEF tra il 1996 e il 2006, è impegnata politicamente in difesa dei diritti degli immigrati irregolari. Ha preso inoltre parte a diverse missioni umanitarie grazie ad un passaporto diplomatico speciale ottenuto alla sede di New York nel 2002.
In politica è soprattutto nota per le battaglie in favore dei diritti degli immigrati irregolari (in francese definiti "sans-papiers"): nel 1996 scende in piazza per difendere l'occupazione abusiva della Chiesa di Saint-Bernard de la Chapelle a Parigi da parte di immigrati irregolari africani e nel 2006 si espone ancora a favore degli squatter del comune di Cachan, immigrati sfrattati da un palazzo del comune che occupavano la palestra di una scuola. L'episodio del 1996 le è costato la rescissione del suo contratto con il marchio Dior.
Nel 2007 la Béart è membro del comitato di sostegno a Ségolène Royal durante la corsa alla Presidenza della Repubblica e partecipa ad un suo comizio il 1º maggio allo Stadio Charléty.

### Vita privata
Nel 1984 inizia una relazione con il collega Daniel Auteuil, conosciuto sul set de L'amour en douce; i due si sposano nel 1993, ma divorziano nel 1995 dopo undici anni insieme. Nel 1992 hanno una figlia, Nelly. Dopo il divorzio la Béart ha una storia con il compositore David Moreau, fratellastro di Patrick Bruel, con il quale nel 1996 ha un figlio, Yohann. La coppia però si lascia poco dopo.
Tra il 2000 e il 2003 è legata al produttore Vincent Meyer, il quale le fece la corte durante le riprese de La Répétition - L'altro amore. La storia termina tragicamente con il suicidio di Meyer a Parigi mentre la Béart era al Festival di Cannes 2003 a presentare Anime erranti.
Nel 2008, a Genappe in Belgio e con rito civile, sposa l'attore e regista Michaël Cohen, con il quale adotta un bambino etiope di otto mesi, Surifel, nato nel 2009. I due divorziano nel 2011.
Nel 2018 sposa il regista Frédéric Chaudier, suo compagno dal 2011.
All'inizio degli anni '90 si sottopone ad un intervento di chirurgia estetica alle labbra, il cui esito è considerato un disastro dalla stessa Béart. Pur rifiutandosi di giudicare chi come lei ricorre alla chirurgia, l'attrice si dichiara contraria a tale pratica.

## Filmografia

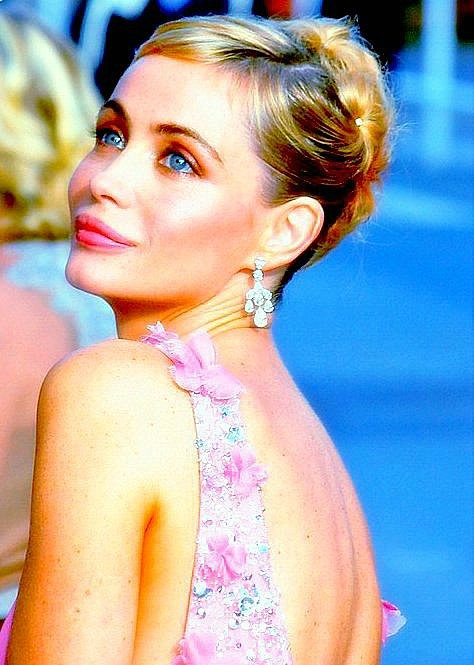
Emmanuelle Béart al Festival di Cannes 2004

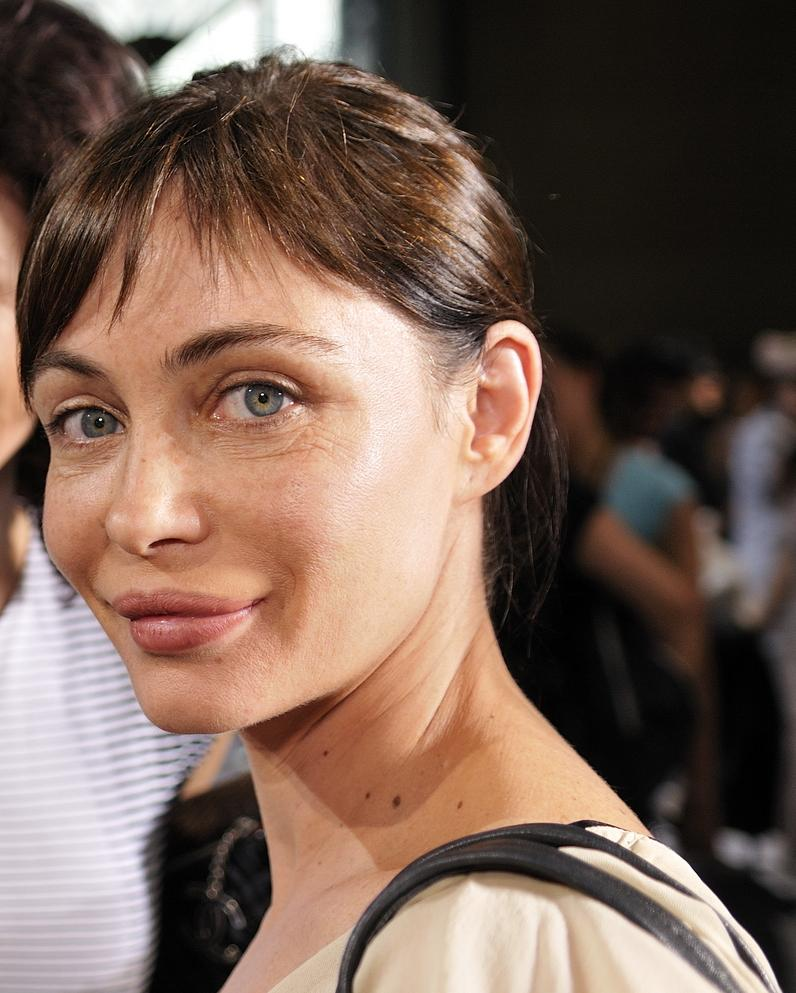
Emmanuelle Béart nel 2009

### Cinema
- La corsa della lepre attraverso i campi (La course du lièvre à travers les champs), regia di René Clément (1971) - non accreditata
- Demain les mômes, regia di Jean Pourtalé (1976)
- Premiers Désirs, regia di David Hamilton (1983)
- Una strana passione (Un amour interdit), regia di Jean-Pierre Dougnac (1984)
- L'amour en douce, regia di Édouard Molinaro (1985)
- Manon delle sorgenti (Manon des sources), regia di Claude Berri (1986)
- Appuntamento con un angelo (Date With an Angel), regia di Tom McLoughlin (1987)
- À gauche en sortant de l'ascenseur, regia di Édouard Molinaro (1988)
- Les enfants du désordre, regia di Yannick Bellon (1989)
- Il viaggio di Capitan Fracassa, regia di Ettore Scola (1990)
- La bella scontrosa (La Belle Noiseuse), regia di Jacques Rivette (1991)
- Niente baci sulla bocca (J'embrasse pas), regia di André Téchiné (1991)
- Un cuore in inverno (Un cœur en hiver), regia di Claude Sautet (1992)
- Rupture(s), regia di Christine Citti (1993)
- L'inferno (L'enfer), regia di Claude Chabrol (1994)
- Una donna francese (Une femme française), regia di Régis Wargnier (1995)
- Nelly e Mr. Arnaud (Nelly et Monsieur Arnaud), regia di Claude Sautet (1995)
- Mission: Impossible, regia di Brian De Palma (1996)
- Don Juan, regia di Jacques Weber (1998)
- Vite rubate (Voleur de vie), regia di Yves Angelo (1998)
- Il tempo ritrovato (Le temps retrouvé), regia di Raúl Ruiz (1999)
- Un caimano nel soggiorno (Elephant Juice), regia di Sam Miller (1999)
- Pranzo di Natale (La bûche), regia di Danièle Thompson (1999)
- Les Destinées sentimentales, regia di Olivier Assayas (2000)
- Voyance et manigance, regia di Éric Fourniols (2001)
- La Répétition - L'altro amore (La Répétition), regia di Catherine Corsini (2001)
- 8 donne e un mistero (8 femmes), regia di François Ozon (2002)
- Anime erranti (Les Égarés), regia di André Téchiné (2003)
- Storia di Marie e Julien (Histoire de Marie et Julien), regia di Jacques Rivette (2003)
- Nathalie..., regia di Anne Fontaine (2003)
- À boire, regia di Marion Vernoux (2004)
- Un fil à la patte, regia di Michel Deville (2005)
- L'enfer, regia di Danis Tanović (2005)
- Un crimine (A crime), regia di Manuel Pradal (2006)
- Un eroe di famiglia (Le héros de la famille), regia di Thierry Klifa (2006)
- I testimoni (Les Témoins), regia di André Téchiné (2007)
- Disco, regia di Fabien Onteniente (2008)
- Mes stars et moi, regia di Laetitia Colombani (2008)
- Vinyan, regia di Fabrice Du Welz (2008)
- Nous trois, regia di Renaud Bertrand (2010)
- Tutto cominciò dalla fine (Ça commence par la fin), regia di Michaël Cohen (2010)
- Ma compagne de nuit, regia di Isabelle Brocard e Hélène Laurent (2011)
- Bye Bye Blondie, regia di Virginie Despentes (2012)
- Télé Gaucho, regia di Michel Leclerc (2012)
- Par exemple, Électre, regia di Jeanne Balibar e Pierre Léon (2013)
- Les yeux jaunes des crocodiles, regia di Cécile Telerman (2014)
- My Mistress, regia di Stephen Lance (2014)
- Beyond the Known World, regia di Pan Nalin (2017)
- Merveilles à Montfermeil, regia di Jeanne Balibar (2019)
- Adorazione (Adoration), regia di Fabrice Du Welz (2019)
- Passeggeri della notte (Les Passagers de la nuit), regia di Mikhaël Hers (2022)

### Cortometraggi
- Le bateau de Lu, regia di Christine Citti (1990)
- Contre l'oubli (episodio "Pour Nguyen Chi Thien, Vietnam", regia di Michel Deville) (1991)
- Le dernier chaperon rouge, regia di Jan Kounen (1996)
- La durite, regia di Philippe Cotten (1997)
- Les amours perdues, regia di Samanou A. Sahlstrøm (2011)

### Televisione
- Zacharius, regia di Claude Grinberg (1984)
- Raison perdue, regia di Michel Favart (1984)
- La femme de sa vie, regia di Michel Favart (1986)
- Et demain viendra le jour, regia di Jean-Louis Lorenzi (1986)
- Maria Antonietta - Regina di un solo amore (Marie-Antoinette, reine d'un seul amour), regia di Caroline Huppert (1989)
- D'Artagnan e i tre moschettieri (D'Artagnan et les trois mousquetaires), regia di Pierre Aknine (2005)
- Boubouroche, regia di Laurent Heynemann (2008)
- Le grand restaurant II, regia di Gérard Pullicino (2011)
- Le désert de l'amour, regia di Jean-Daniel Verhaeghe (2012)
- Le reste du monde, regia di Damien Odoul (2012)

### Documentari
- Searching for Debra Winger, regia di Rosanna Arquette (2002)
- En terre étrangère, regia di Christian Zerbib (2009)

### Videoclip
- P'tit voleur, di Renaud, diretto da Lewis Furey (1992)
- Hymne à la soie, di Maxime Le Forestier, diretto da Jean-Paul Rouve (2009)

## Teatro
- La répétition ou l'amour puni, di Jean Anouilh, regia di Bernard Murat (1986)
- La doppia incostanza (La double inconstance), di Pierre de Marivaux, regia di Bernard Murat (1988)
- Il misantropo (Le misanthrope), di Molière, regia di Jacques Weber (1989)
- On ne badine pas avec l'amour, di Alfred de Musset, regia di Jean-Pierre Vincent (1993)
- Scherzare col fuoco (Leka med elden), di August Strindberg, regia di Luc Bondy (1996)
- I giusti (Les justes), di Albert Camus, regia di Stanislas Nordey (2010)
- Trovarsi, di Luigi Pirandello, regia di Stanislas Nordey (2012)
- Attraverso i villaggi (Über die Dörfer), di Peter Handke, regia di Stanislas Nordey (2013)
- Voix de femmes, incontro con Maryline Desbiolles e lettura di estratti di Primo (2014)
- Répétition, di Pascal Rambert, regia dello stesso Rambert (2014-2015)
- Erich von Stroheim, di Christophe Pellet, regia di Stanislas Nordey (2017)

## Riconoscimenti

### Premi
- Premi César 1987 – Miglior attrice non protagonista – Manon delle sorgenti
- Mostra internazionale d'arte cinematografica di Venezia 1992 – Premio Pasinetti alla miglior attrice – Un cuore in inverno
- David di Donatello 1993 – Miglior attrice straniera – Un cuore in inverno
- Festival cinematografico internazionale di Mosca 1995 – Miglior attrice – Una donna francese
- Festival del film di Cabourg 1999 – Cigno d'oro per la miglior attrice – Il tempo ritrovato
- Festival internazionale del cinema di Berlino 2002 – Miglior contributo artistico – 8 donne e un mistero
- European Film Awards 2002 – Miglior attrice europea – 8 donne e un mistero
- Festival cinematografico internazionale di Mosca 2010 – Premio Stanislavskij alla carriera
- Sindacato della critica 2012 – Miglior attrice – Trovarsi (Teatro)

### Candidature
- Premi César 1985 – Candidatura alla miglior attrice emergente – Una strana passione
- Premi César 1986 – Candidatura alla miglior attrice emergente – L'amour en douce
- Premi César 1990 – Candidatura alla miglior attrice – Les enfants du désordre
- Premi César 1992 – Candidatura alla miglior attrice – La bella scontrosa
- Premi César 1993 – Candidatura alla miglior attrice – Un cuore in inverno
- Premi César 1996 – Candidatura alla miglior attrice – Nelly e Mr. Arnaud
- David di Donatello 1996 – Candidatura alla miglior attrice straniera – Nelly e Mr. Arnaud
- Premi César 2001 – Candidatura alla miglior attrice – Les Destinées sentimentales
- European Film Awards 2004 – Candidatura alla miglior attrice europea – Nathalie...
- Fangoria Chainsaw Awards 2010 – Candidatura alla miglior attrice – Vinyan

### Onorificenze
- Ufficiale dell'Ordine delle arti e delle lettere (2012)
- Cavaliere della Legion d'onore (2015)

### Altri
Membro della Giuria della Selezione Ufficiale al Festival di Cannes 2004

## Doppiatrici italiane
Nelle versioni in italiano delle opere in cui ha recitato, Emmanuelle Béart è stata doppiata da:
- Alessandra Korompay in Il viaggio di Capitan Fracassa,  L'inferno, Storia di Marie e Julien, I testimoni
- Chiara Colizzi in Pranzo di Natale, 8 donne e un mistero, Nathalie..., L'enfer
- Laura Boccanera in La bella scontrosa, Maria Antonietta - Regina di un solo amore
- Monica Gravina in Un cuore in inverno
- Franca D'Amato in Nelly e Mr. Arnaud
- Cristina Boraschi in Mission: Impossible
- Roberta Maraini in Anime erranti
- Emanuela D'Amico in Tutto cominciò dalla fine
- Francesca Vettori in Passeggeri della notte